# Дечев, Димитр
Димитр Фердинандов Де́чев — болгарский филолог, историк и эпиграф, академик Болгарской академии наук. Основатель и действительный член Болгарского археологического института (1920) и член Австрийского археологического института.
Дечев родился 28 августа 1877 года в городе Свиштов в семье учителя Фердинанда Дечева. Он изучал классическую филологию и философию в Гёттингене и Лейпциге. С 1924 года был профессором в Софийском университете.
Дечев был специалистом по старым языкам Балканского полуострова. Он занимался эпиграфикой, археологией и историей. Особое внимание уделял изучению фракийского языка и культам. В 1951 году награждён премией имени Г. Димитрова.

## Труды
- Трако-келтски езикови успоредици, 1922
- Отговори на папа Николай по допитванията на българите, 1933
- Извори за старата история и география на Тракия и Македония, 1949
- Характеристика на тракийския език, 1952
- Die Thrakischen Sprachreste, Wien, 1957